# Dzwonek brodaty

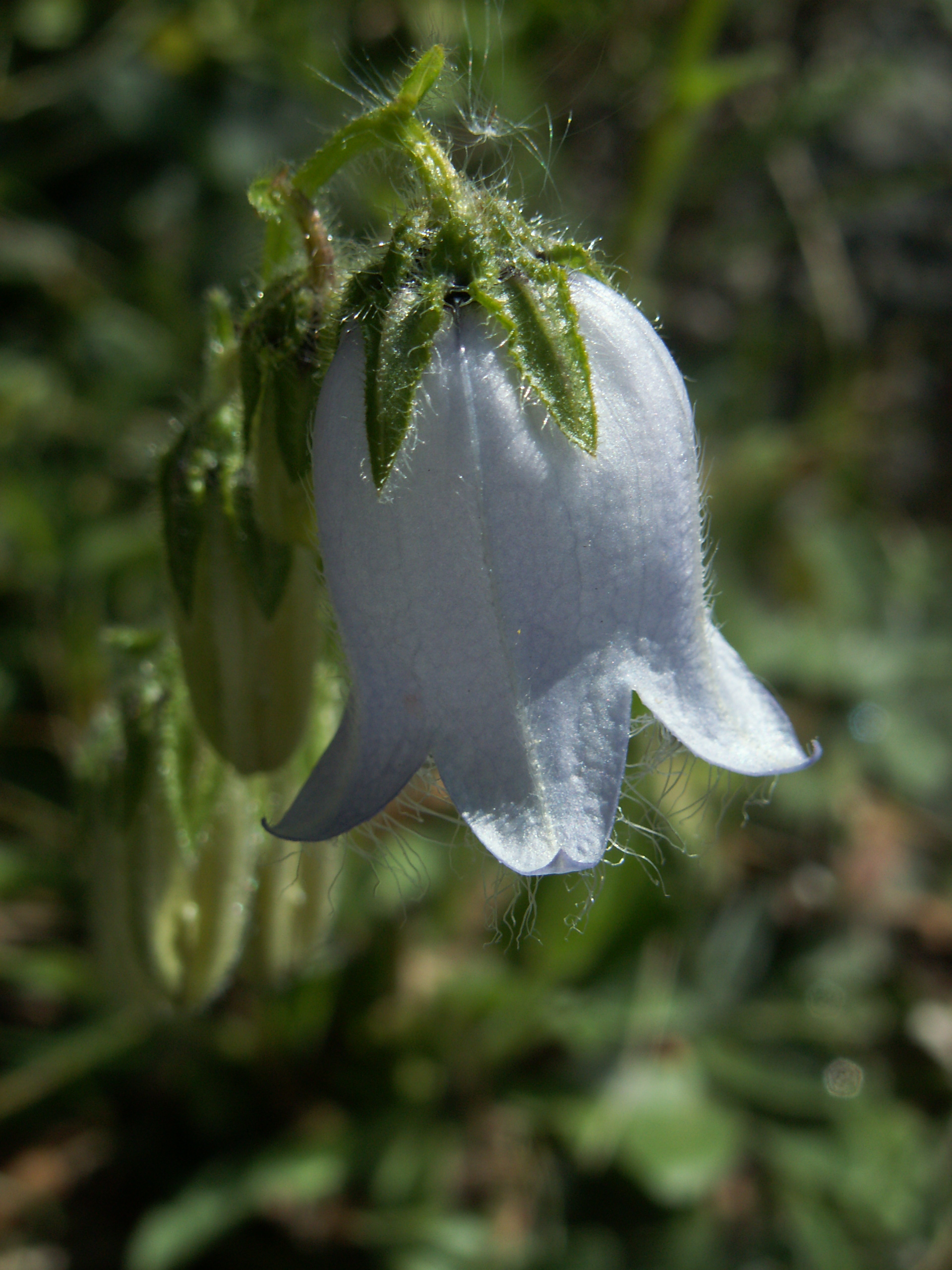
Kwiat

Dzwonek brodaty (Campanula barbata L.) – gatunek rośliny z rodziny dzwonkowatych (Campanulaceae). W Polsce występuje wyłącznie w Sudetach. Poza Polską jego siedliska znajdują się jeszcze w Alpach i południowej Norwegii.

## Morfologia
ŁodygaWzniesiona, pojedyncza lub rozgałęziona, rzadko owłosiona dość sztywnymi włoskami. Wysokość przeważnie 10–40 cm.
LiścieOdziomkowe tworzące różyczkę są lancetowate lub odwrotnie lancetowate, a ich nasada stopniowo zwęża się w ogonek. Liście łodygowe są siedzące i bardziej wąskie. Wszystkie są całobrzegie, lub płytko karbowane i obustronnie owłosione.
KwiatyNieliczne, duże, zebrane w grono. Kielich o działkach krótszych od połowy długości korony, pomiędzy działkami długie wyrostki międzydziałkowe. Kwiaty są zwisające, dzwonkowata korona o 5 łatkach jest ciemnoniebieska, lub niebieskoliliowa (czasami, rzadko, trafiają się okazy z białą koroną). Od środka łatki korony są na nerwach owłosione. Słupek nie wystający z korony, pylniki niezrośnięte.
Owoce3-komorowe torebki otwierające się bocznymi otworkami.

## Biologia i ekologia
Bylina, hemikryptofit. Kwitnie od czerwca do lipca. Siedlisko: łąki górskie. W klasyfikacji zbiorowisk roślinnych gatunek charakterystyczny dla All. Nardion.

## Zagrożenia i ochrona
Roślina objęta w Polsce ochroną ścisłą.
Kategorie zagrożenia gatunku:
- Kategoria zagrożenia w Polsce według Czerwonej listy roślin i grzybów Polski (2006)[5]: E (wymierający, krytycznie zagrożony); 2016: CR (krytycznie zagrożony)[6]
- Kategoria zagrożenia w Polsce według Polskiej czerwonej księgi roślin (2001): EN (endangered, zagrożony); 2014: CR (krytycznie zagrożony)[7]

## Zastosowanie
Roślina ozdobna. Ze względu na swoje efektowne kwiaty bywa uprawiany jako roślina dwuletnia, szczególnie nadająca się na rabaty i do ogrodów skalnych. Zwykle sam się rozsiewa. Lubi stanowiska półcieniste, glebę próchniczną i lekko kwaśną.